# حياة أبرز الشعراء الإنجليز

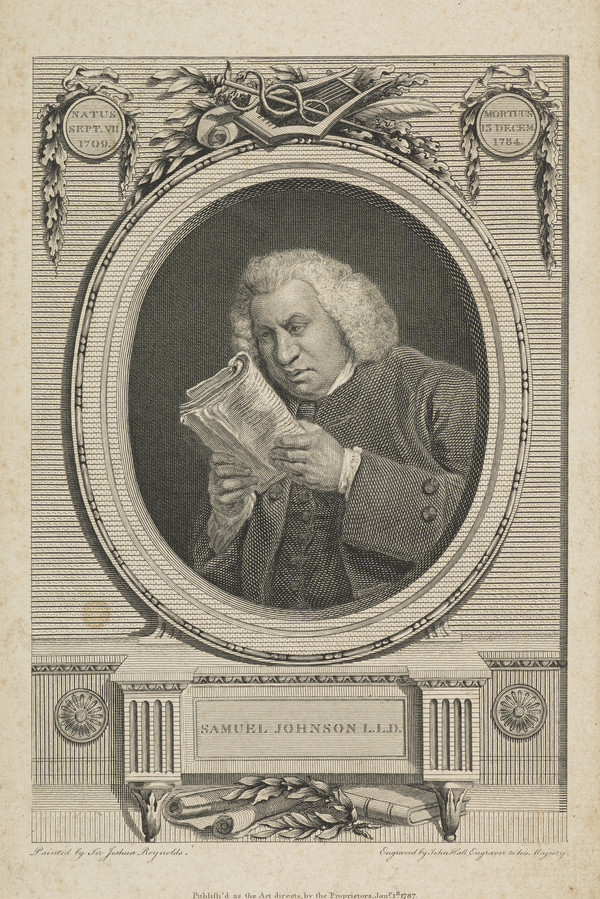
طبعة من صموئيل جونسون، مستوحاة من صورة لجوشوا رينولدز، استُخدمت فيما بعد في طبعة عام 1806 من «حياة الشعراء»

حياة أبرز الشعراء الإنجليز (1779-1781)، والمعروفة كعنوان قصير ب«حياة الشعراء» هي عمل لصمويل جونسون يشتمل على سِيَر ذاتية قصيرة وتقييمات حاسمة لـ 52 شاعراً عاشوا معظمهم خلال القرن الثامن عشر. تم ترتيب هذه، تقريبًا، حسب تاريخ الوفاة.
من نهاية القرن الثامن عشر، بدأت تظهر الإصدارات الموسعة والتحديثات لعمل جونسون.

## الخلفية
بدأ جونسون بكتابة قطع سِيَر ذاتية فردية في عام 1740، أولها مكرّس لجان فيليب باراتي، وروبرت بليك، وفرانسيس دريك. في عام 1744، كتب سيرته الأولى الأدبية الموسعة، حياة السيد ريتشارد سافاج، تكريما لصديق توفي في العام السابق.
يتم إعطاء العديد من الحسابات حول كيفية توصل جونسون لكتابة حياته من الشعراء خلال حلقة من المشاعر المعادية للأسكتلنديين في إنجلترا. كما هو الحال في مقدمة طبعة 1891 من حياة،  بدأ الناشرون الاسكتلنديون في إنتاج طبعات من الأعمال التي تم جمعها لشعراء إنجليزيين مختلفين وبيعها في لندن، والتي اعتبرت غزوًا لسابقة حقوق النشر. ثم في عام 1777، اقترح الناشر جون بيل عرض مجموعة من 109 شعارات من The Poets of Great Britain كاملة من تشوسر إلى تشرشل، طبعت في أدنبره بمعدل وحدة حجم أسبوع. للتنافس مع هذا المشروع، سُئل جونسون من قبل ناشري الكتب والمكتبات في لندن، بقيادة توماس ديفيز، ووليام ستراهان وتوماس كادل، لتقديم السير الذاتية القصيرة لطبعة قياسية من الشعراء الذين لديهم مصلحة. عيّن جونسون سعر 200 جنيهات، وهو مبلغ أقل بكثير مما كان يمكن أن يطلبه. بعد ذلك بوقت قصير، بدأت الإعلانات تظهر في إعلان «الشعراء الإنجليز، مع مقدمة السيرة الذاتية والحرجة، لكل مؤلف... مطبوع بأناقة في مجلدات صغيرة، على ورق رفيع، مزين برؤساء المؤلفين المعنيين، محفورًا بأكثر الفنانين البارزين».
كان جونسون بطيئًا في وضع القلم على الورق، على الرغم من أنه كتب في 3 مايو 1777 إلى بوسويل أنه كان مشغولًا في إعداد "حياة صغيرة ومقدمات صغيرة، إلى طبعة صغيرة من الشعراء الإنجليز". وعندما سئل بوزويل في وقت لاحق عما إذا كان سيفعل ذلك من أجل "أي عمل غبي، إذا طلبوا منه ذلك" أجاب جونسون: "نعم سيدي. ومع ذلك، فبينما كان مخطوبًا، قدم بعض الاقتراحات الخاصة به لإدراجها، بما في ذلك قصائد جون بومفريت وتوماس يالدن وإيزاك واتس وريتشارد بلاكمور ذا ذا كريايشن وجيمس تومسونز ذا سيزونز. ولكن مع تقدم العمل، ازدادت العديد من المقدمات الأولية، مما زاد من تقدم التقدم. وشكلت هذه الأشكال الآن سردًا لحياة الشاعر، وملخصًا لشخصيته وتقييمه النقدي لأشعاره الرئيسية. في نهاية المطاف تم اتخاذ القرار في عام 1779 بإصدار 56 مجلدا من الشعراء فقط، والتي كانت الأوراق قد طبعت بالفعل، جنبا إلى جنب مع مجلدات منفصلة من المقدمات عندما انتهى جونسون منها. في البداية، كانت المقدمات الأولية متاحة فقط للمشتركين في المجموعة الكاملة من الشعراء، ولكن في مارس 1781 عرضت المقدمات الأولية المجمعة بشكل منفصل كعمل من ستة مجلدات تحت العنوان الحالي.